# Tropaeolum patagonicum
Tropaeolum patagonicum är en krasseväxtart som beskrevs av Carlos Luis Spegazzini. Tropaeolum patagonicum ingår i släktet krassar, och familjen krasseväxter. Inga underarter finns listade i Catalogue of Life.